# (4564) Clayton
(4564) Clayton es un asteroide perteneciente al cinturón de asteroides, descubierto el 6 de marzo de 1981 por Schelte John Bus desde el Observatorio de Siding Spring, Nueva Gales del Sur, Australia.

## Designación y nombre
Designado provisionalmente como 1981 ET16. Fue nombrado Clayton en honor al profesor estadounidense de la Universidad de Chicago, Robert Clayton pionero en el uso de compuestos de isótopos de oxígeno para la comprensión de lo relacionado con nebulosas y asteroides.

## Características orbitales
Clayton está situado a una distancia media del Sol de 2,564 ua, pudiendo alejarse hasta 3,083 ua y acercarse hasta 2,044 ua. Su excentricidad es 0,202 y la inclinación orbital 13,27 grados. Emplea 1499 días en completar una órbita alrededor del Sol.

## Características físicas
La magnitud absoluta de Clayton es 13,8. Tiene 5,119 km de diámetro y su albedo se estima en 0,281.